# Giornata internazionale della donna
La Giornata internazionale della donna (o Giornata internazionale dei diritti delle donne) è una ricorrenza internazionale che si celebra l'8 marzo di ogni anno e sottolinea l'importanza della lotta per i diritti delle donne, in particolare per la loro emancipazione, ricordando le conquiste sociali, economiche, politiche e portando l'attenzione su questioni come l'uguaglianza di genere, i diritti riproduttivi, le discriminazioni e le violenze contro le donne. Viene associata alla Giornata internazionale per l'eliminazione della violenza contro le donne, istituita il 17 dicembre 1999 e che cade ogni anno il 25 novembre. Viene celebrata negli Stati Uniti a partire dal 1909, in alcuni paesi europei dal 1911 e in Italia dal 1922.
Spesso, nell'accezione comune, nella stampa e in campo pubblicitario viene erroneamente definita come Festa della donna, anche se è più corretto definirla Giornata internazionale della donna, poiché la motivazione alla base della ricorrenza non è una festività, ma una riflessione.
Fonti ONU invitano a operare affinché nel mondo si possa raggiungere una effettiva parità di genere entro il 2030.

## Storia

### Origini
Tra la seconda metà del XIX secolo e gli inizi del XX secolo nacquero, soprattutto nel mondo anglossassone, diversi movimenti che puntavano a far ottenere il diritto di voto e garantire una maggiore partecipazione alla vita politica alle donne, come la statunitense National American Woman Suffrage Association o le britanniche National Union of Women's Suffrage Societies, guidata da Millicent Garrett Fawcett, e Women's Social and Political Union, guidata da Emmeline Pankhurst.
Questi gruppi, che nel corso della loro esistenza ebbero successi alterni, politicamente erano spesso vicini a posizioni centriste o liberali e tendevano ad essere rappresentativi della classe media e della borghesia. La situazione inizialmente portò, di riflesso, i movimenti socialisti europei e americani, i quali non mancavano di attiviste che sostenevano le stesse istanze, a considerare queste rivendicazioni meno importanti e prioritarie rispetto, per esempio, alle rivendicazioni economiche e stipendiali dei lavoratori uomini.

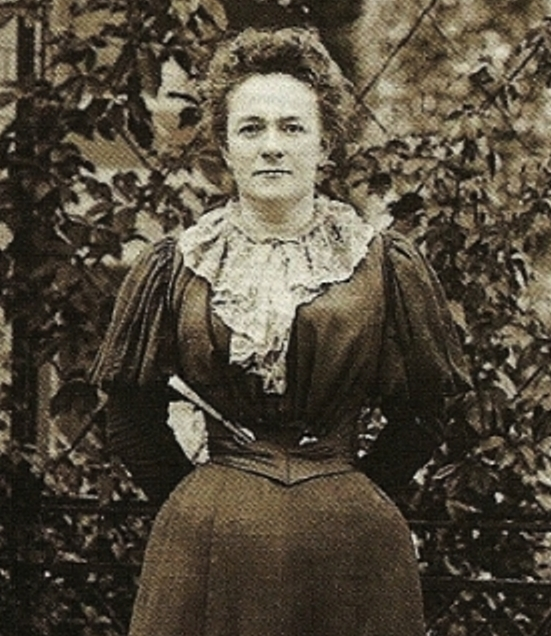
Clara Zetkin

In questa situazione, dal 18 al 24 agosto 1907, si tenne a Stoccarda il VII Congresso della II Internazionale socialista: vi parteciparono 884 delegati di 25 nazioni. Tra questi vi furono le più importanti personalità marxiste del tempo come i tedeschi Rosa Luxemburg, Clara Zetkin e August Bebel, i russi Lenin e Martov, il francese Jean Jaurès. In quella sede vennero trattati, oltre al problema dell'atteggiamento da tenere in caso di una guerra europea e al tema del colonialismo, anche la questione femminile e la rivendicazione del voto alle donne.
Su quest'ultimo argomento il Congresso votò una risoluzione nella quale si impegnavano i partiti socialisti a  «[...] lottare energicamente per l'introduzione del suffragio universale delle donne, senza allearsi con le femministe borghesi che reclamavano il diritto di suffragio, ma con i partiti socialisti che lottano per il suffragio delle donne».
Secondo la studiosa francese Françoise Picq questa presa di posizione fu voluta proprio dalla Zetkin, per rimarcare l'identità del movimento femminile socialista e le differenze di questo con gli altri già attivi nel periodo.
Due giorni dopo, dal 26 al 27 agosto, fu tenuta una Conferenza internazionale delle donne socialiste, alla presenza di 58 delegate di 13 paesi, nella quale si decise la creazione di un Ufficio di informazione delle donne socialiste: Clara Zetkin fu eletta segretaria e la rivista da lei redatta, Die Gleichheit (lett. "L'uguaglianza"), divenne l'organo dell'Internazionale delle donne socialiste.

### Il «Woman's Day» negli Stati Uniti (1908-1909)
Non tutti condivisero la decisione di escludere ogni alleanza con le «femministe borghesi»: negli Stati Uniti, la socialista Corrine Stubbs Brown scrisse, nel febbraio del 1908, sulla rivista The Socialist Woman, che il Congresso non avrebbe avuto «alcun diritto di dettare alle donne socialiste come e con chi lavorare per la propria liberazione». Fu la stessa Corrine Stubbs Brown a presiedere, il 3 maggio 1908, causa l'assenza dell'oratore ufficiale designato, la conferenza tenuta ogni domenica dal Partito socialista di Chicago nel Garrick Theater: quella conferenza, a cui tutte le donne erano invitate, fu chiamata «Woman's Day», il giorno della donna. Si discusse infatti dello sfruttamento operato dai datori di lavoro ai danni delle operaie in termini di basso salario e di orario di lavoro, delle discriminazioni sessuali e del diritto di voto alle donne.
Quell'iniziativa non ebbe un seguito immediato, ma alla fine dell'anno il Partito socialista americano raccomandò a tutte le sezioni locali di riservare l'ultima domenica di febbraio all'organizzazione di una manifestazione in favore del diritto di voto femminile. Fu così che negli Stati Uniti la prima e ufficiale giornata della donna fu celebrata il 23 febbraio 1909. Verso la fine dell'anno, il 22 novembre, a New York incominciò un grande sciopero dei lavoratori dell'industria tessile, di cui circa ventimila camiciaie (è stato stimato che circa l'80% dei partecipanti alle proteste fosse composto da donne), che durò fino al 15 febbraio 1910. Due domeniche dopo, il 27 febbraio, alla Carnegie Hall, tremila donne celebrarono ancora il Woman's Day in un evento organizzato dalle donne del partito socialista, ma aperto anche alle non aderenti.

### La Conferenza di Copenaghen (1910)

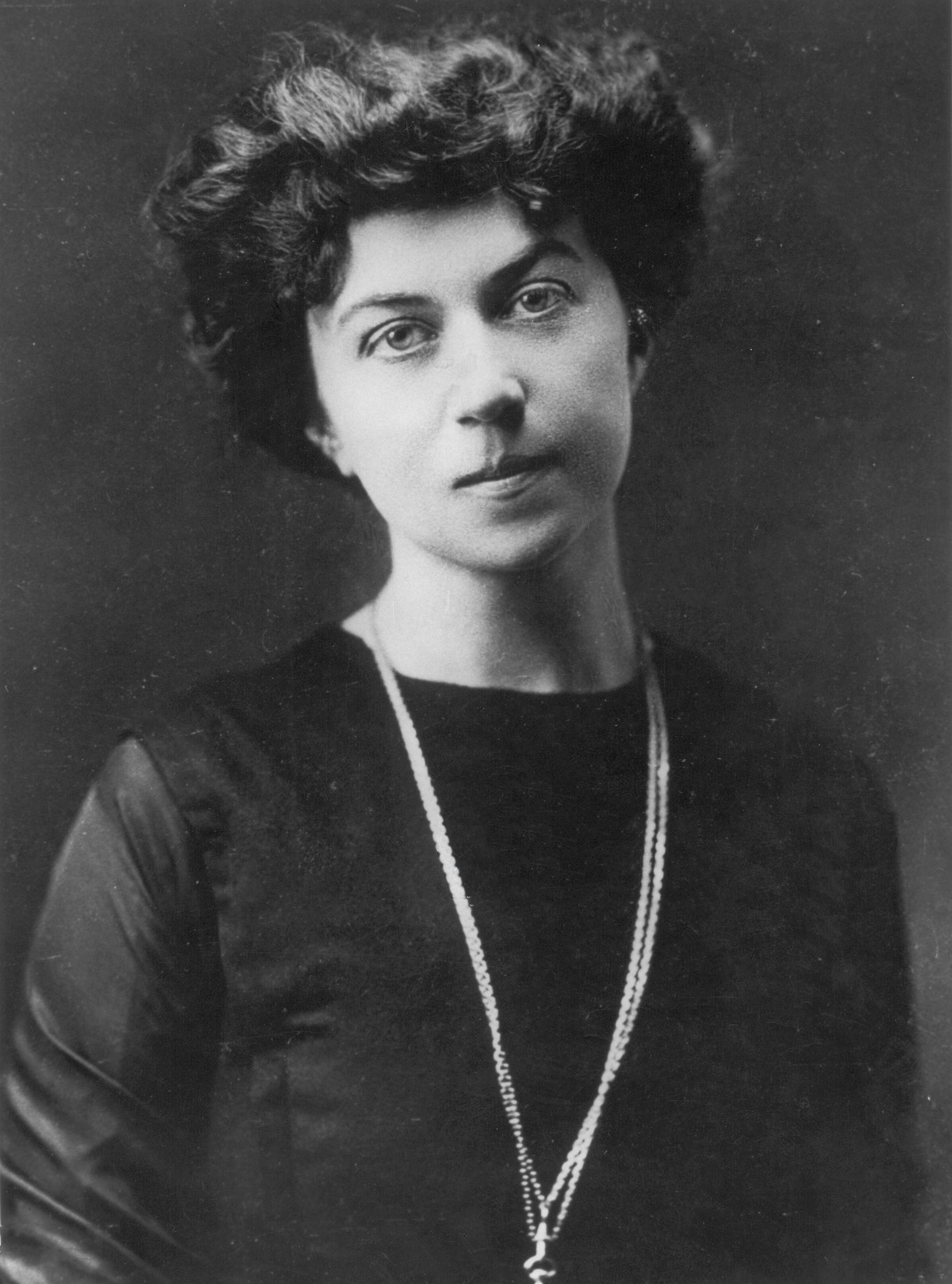
Aleksandra Kollontaj

Le delegate socialiste americane, forti dell'ormai consolidata manifestazione della giornata della donna, proposero alla seconda Conferenza internazionale delle donne socialiste, tenutasi nella Folkets Hus (Casa del popolo) di Copenaghen dal 26 al 27 agosto 1910 – due giorni prima dell'apertura dell'VIII Congresso dell'Internazionale socialista – di istituire una comune giornata dedicata alla rivendicazione dei diritti delle donne. Negli ordini del giorno dei lavori e nelle risoluzioni approvate in quella Conferenza non risulta che le 100 donne presenti in rappresentanza di 17 paesi abbiano istituito una giornata dedicata ai diritti delle donne: risulta però nel Die Gleichheit, redatto da Clara Zetkin, che una mozione per l'istituzione della Giornata internazionale della donna fosse «stata assunta come risoluzione».

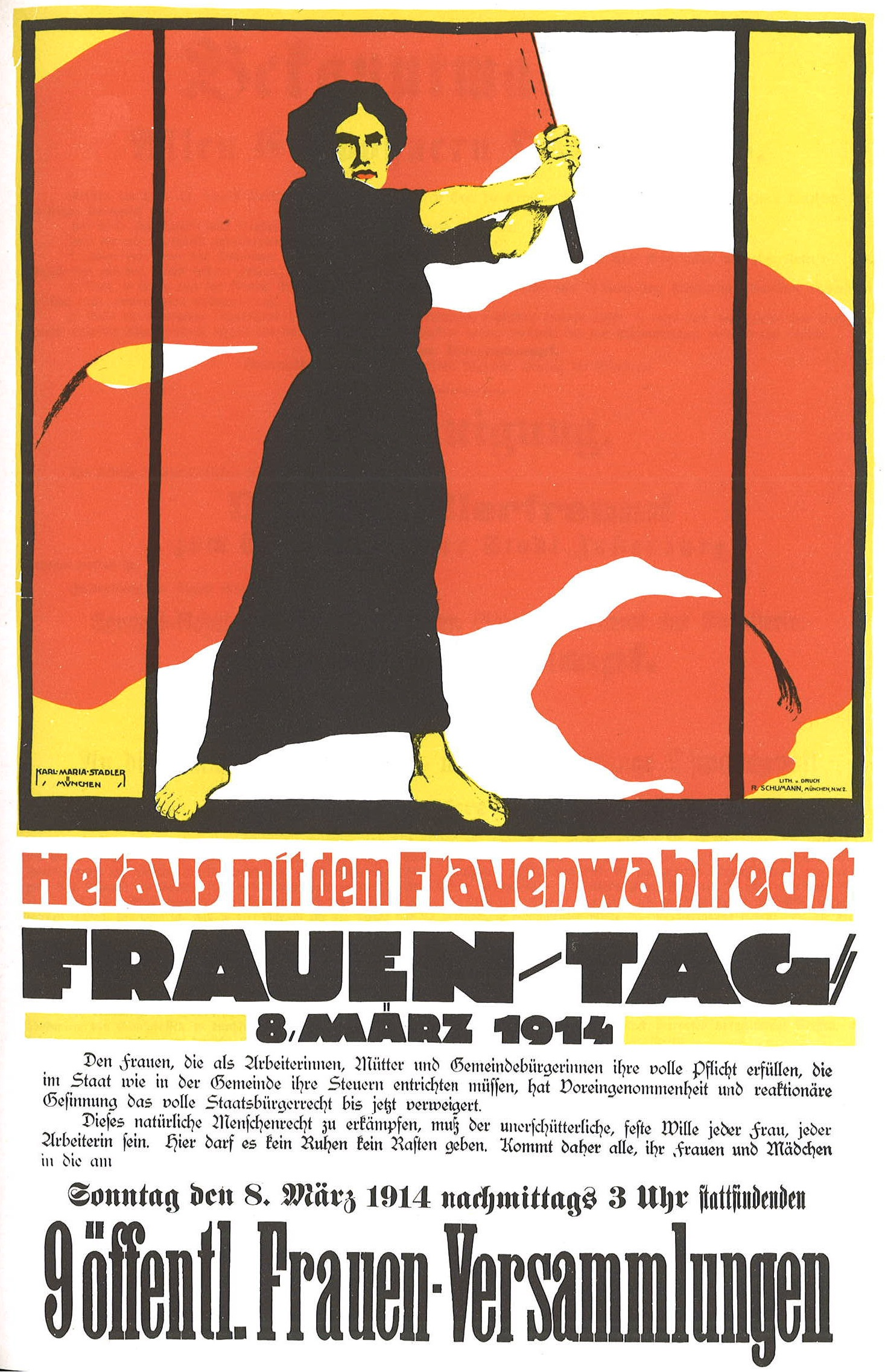
Manifesto tedesco, ad opera di Karl Maria Stadler, della Giornata della Donna dell'8 marzo 1914, evento incentrato sul diritto di voto: le frasi principali sotto l'illustrazione riportano la scritta:
Via il suffragio femminile
FESTA DELLA DONNA.

Mentre negli Stati Uniti continuò a tenersi l'ultima domenica di febbraio, in alcuni paesi europei - Germania, Austria, Svizzera e Danimarca - la giornata della donna si tenne per la prima volta domenica 19 marzo 1911 su scelta del Segretariato internazionale delle donne socialiste. Secondo la testimonianza di Aleksandra Kollontaj, quella data fu scelta perché, in Germania, «il 19 marzo 1848, durante la rivoluzione, il re di Prussia dovette per la prima volta riconoscere la potenza di un popolo armato e cedere davanti alla minaccia di una rivolta proletaria. Tra le molte promesse che fece allora e che in seguito dimenticò, figurava il riconoscimento del diritto di voto alle donne». In Francia la manifestazione si tenne il 18 marzo 1911, nel quarantennale della Comune di Parigi, così come a Vienna, dove alcune manifestanti portarono con sé bandiere rosse (simbolo della Comune) per commemorare i caduti di quell'insurrezione. In Svezia si svolse il 1º maggio 1911, in concomitanza con le manifestazioni per la Giornata del lavoro.

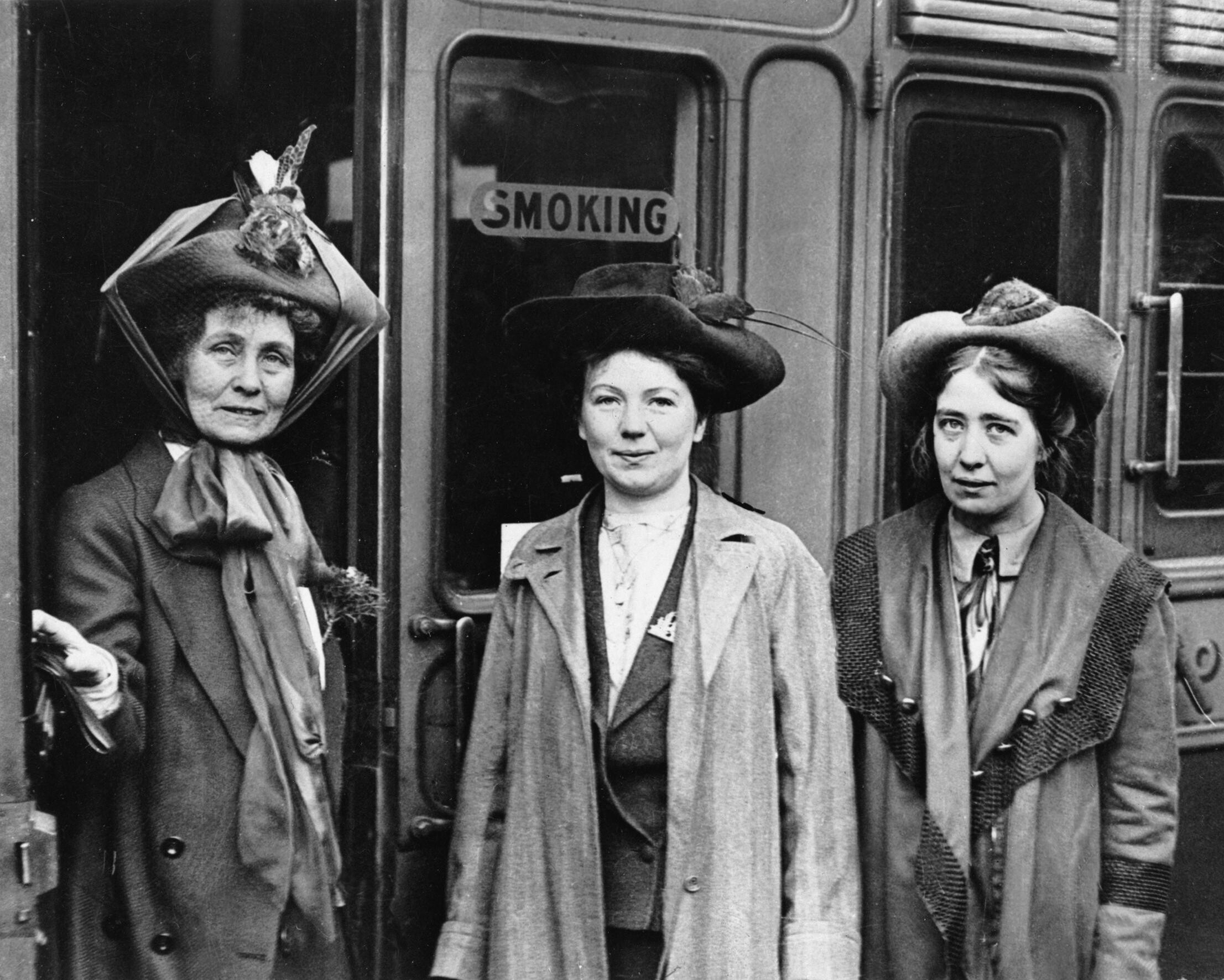
Da sinistra Emmeline Pankhurst e le sue figlie Christabel e Sylvia, alla Stazione di Waterloo, Londra nell'ottobre 1911

La manifestazione non fu ripetuta tutti gli anni, né celebrata in tutti i paesi: in Russia si tenne per la prima volta a San Pietroburgo solo nel 1913, il 3 marzo, su iniziativa del Partito bolscevico, con una manifestazione nella Borsa Kalašaikovskij, e fu interrotta dalla polizia zarista che operò numerosi arresti; l'anno seguente gli organizzatori vennero arrestati, impedendo di fatto l'organizzazione dell'evento.
Nei paesi europei i partiti socialisti cercarono di coordinare le manifestazioni e di focalizzarle sulla lotta per il diritto di voto, pur senza decidere una data comune. In Germania, dopo la celebrazione del 1911, fu ripetuta per la prima volta domenica 8 marzo 1914, giorno d'inizio di una «settimana rossa» di agitazioni proclamata dai socialisti tedeschi. Lo stesso giorno vi furono degli scontri a Londra, dove era prevista una marcia di protesta: la giornalista socialista Sylvia Pankhurst, che aveva da poco reso indipendente la East London Federation of Suffragettes in aperta rottura con le posizioni del Women's Social and Political Union guidato dalla madre Emmeline e dalla sorella Christabel, venne arrestata a Charing Cross, mentre si stava dirigendo verso Trafalgar Square, dove avrebbe dovuto tenere un comizio.
In Francia una manifestazione con diverse migliaia di partecipanti si svolse il 5 luglio 1914 a Parigi, organizzata da Louise Saumoneau e dal Groupe des femmes socialistes di cui era segretaria: tra le richieste quella principale era il diritto di voto.

### L'8 marzo 1917 e il dopoguerra
Le celebrazioni furono interrotte in tutti i paesi belligeranti negli anni seguenti allo scoppio della prima guerra mondiale, avvenuto nel luglio 1914, così come venne cancellato il congresso della Seconda Internazionale previsto a Vienna tra il 23 e il 29 agosto di quell'anno, in concomitanza del quale si sarebbe dovuta svolgere anche la terza Conferenza internazionale delle donne socialiste.

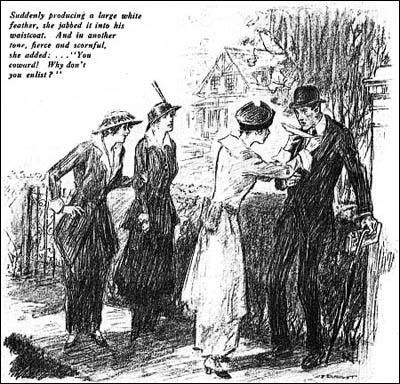
Illustrazione prodotta per il racconto The White Feather: A Sketch of English Recruiting di Arnold Bennett, in cui un gruppo di donne consegna la penna bianca come segno di vigliaccheria.

Molti dei movimenti legati alle suffragette, presenti nei paesi Alleati, con l'inizio della guerra decisero di interrompere le loro attività e sostenere apertamente gli sforzi bellici, scelta che portò in alcuni casi a scissioni interne. In Gran Bretagna per esempio si diffuse il movimento della "penna bianca": le attiviste davano questo tipo di piume agli uomini in età abile che non erano in divisa, perché si vergognassero della loro condizione e si arruolassero. Questo comportamento spesso finiva per prendere di mira anche i lavoratori dell'industra bellica, il cui ruolo era essenziale per poter continuare la produzione di armi e mezzi, così come i feriti di guerra in convalescenza o i soldati in licenza, causando non poco scontento nell'opinione pubblica. Emmeline Pankhurst e sua figlia Christabel, in aperto contrasto con le altre figlie Sylvia e Adela (di posizioni pacifiste), rinominarono il settimanale Suffragette in Britannia e portarono avanti una campagna per l'istituzione della leva obbligatoria e a favore dell'impiego delle donne nell'industria bellica, a sostituzione della forza lavoro maschile. Le ferme posizioni delle Pankhurst causarono l'allontanamento, volontario o imposto, di diverse appartenenti al Women's Social and Political Union, che non le condividevano, anche se l'avvicinamento del gruppo, quando non l'aperto sostegno, alle posizioni dei conservatori britannici (precedentemente visti come avversari) avrebbe potuto, finita la guerra, facilitare concessioni relative al diritto di voto femminile (che arriverà nel 1928).
Al contrario, i movimenti politici femminili che si erano organizzati negli anni precedenti in seno alle organizzazioni socialiste non si sciolsero durante gli anni del conflitto, ma per la maggior parte organizzarono manifestazioni per la pace in diversi paesi, sia belligeranti che neutrali, focalizzando le loro proteste sia sull'elevato numero di caduti (mariti, figli e fratelli di chi protestava), sia sul significativo aumento del costo della vita comportato dall'economia di guerra.

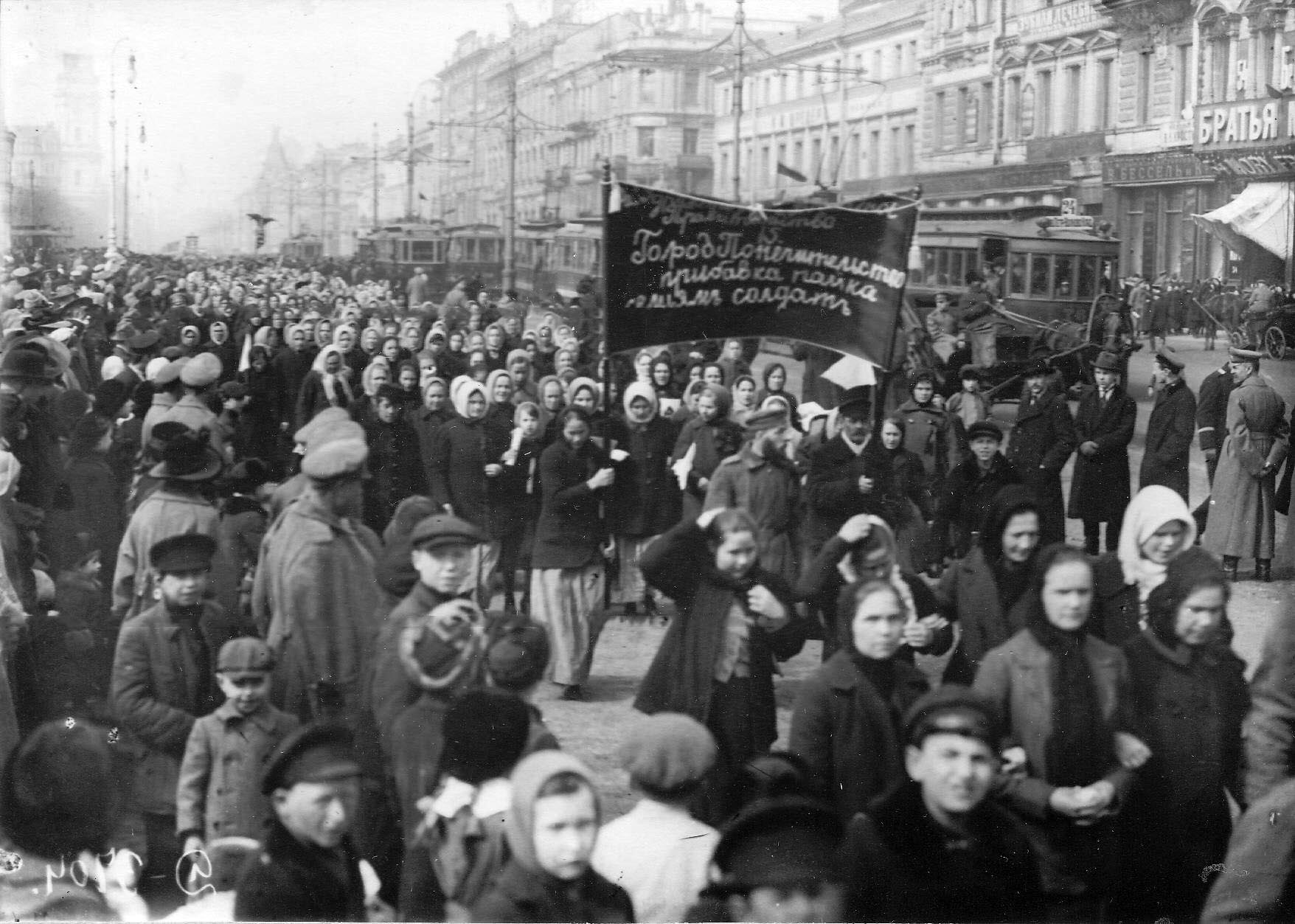
Protesta per il "Pane e la pace", a San Pietroburgo, l'8 marzo 1917

Proprio nell'ambito di queste proteste, durante le celebrazioni della Giornata della donna lavoratrice dell'8 marzo 1917 a San Pietroburgo (il 23 febbraio secondo il calendario giuliano allora in vigore in Russia), le donne della capitale guidarono una grande manifestazione che rivendicava la fine della guerra: la fiacca reazione dei cosacchi inviati a reprimere la protesta incoraggiò successive manifestazioni che portarono al crollo dello zarismo ormai completamente screditato e privo anche dell'appoggio delle forze armate, così che l'8 marzo 1917 è rimasto nella storia a indicare l'inizio della Rivoluzione russa di febbraio. Secondo quanto riporta Lev Trockij nella sua Storia della rivoluzione russa, inizialmente non era prevista nessuna manifestazione o sciopero per quella giornata, ma solo dibattiti, incontri o operazioni di volantinaggio, in quanto le varie anime del movimento rivoluzionario non ritenevano di essere abbastanza forti per affrontare lotte di massa che potessero poi innescare la rivoluzione. Erano state proprio le operaie delle industrie tessili a decidere di scendere in piazza, chiedendo il sostegno degli operai metalmeccanici, oltre che delle varie organizzazioni di lavoratori, che decisero di sostenere la protesta, anche se con iniziale riluttanza.
Per questo motivo, e in modo da fissare un giorno comune a tutti i Paesi, il 14 giugno 1921 la Seconda conferenza internazionale delle donne comuniste, tenuta a Mosca una settimana prima dell'apertura del III congresso dell'Internazionale comunista, fissò all'8 marzo la "Giornata internazionale dell'operaia".

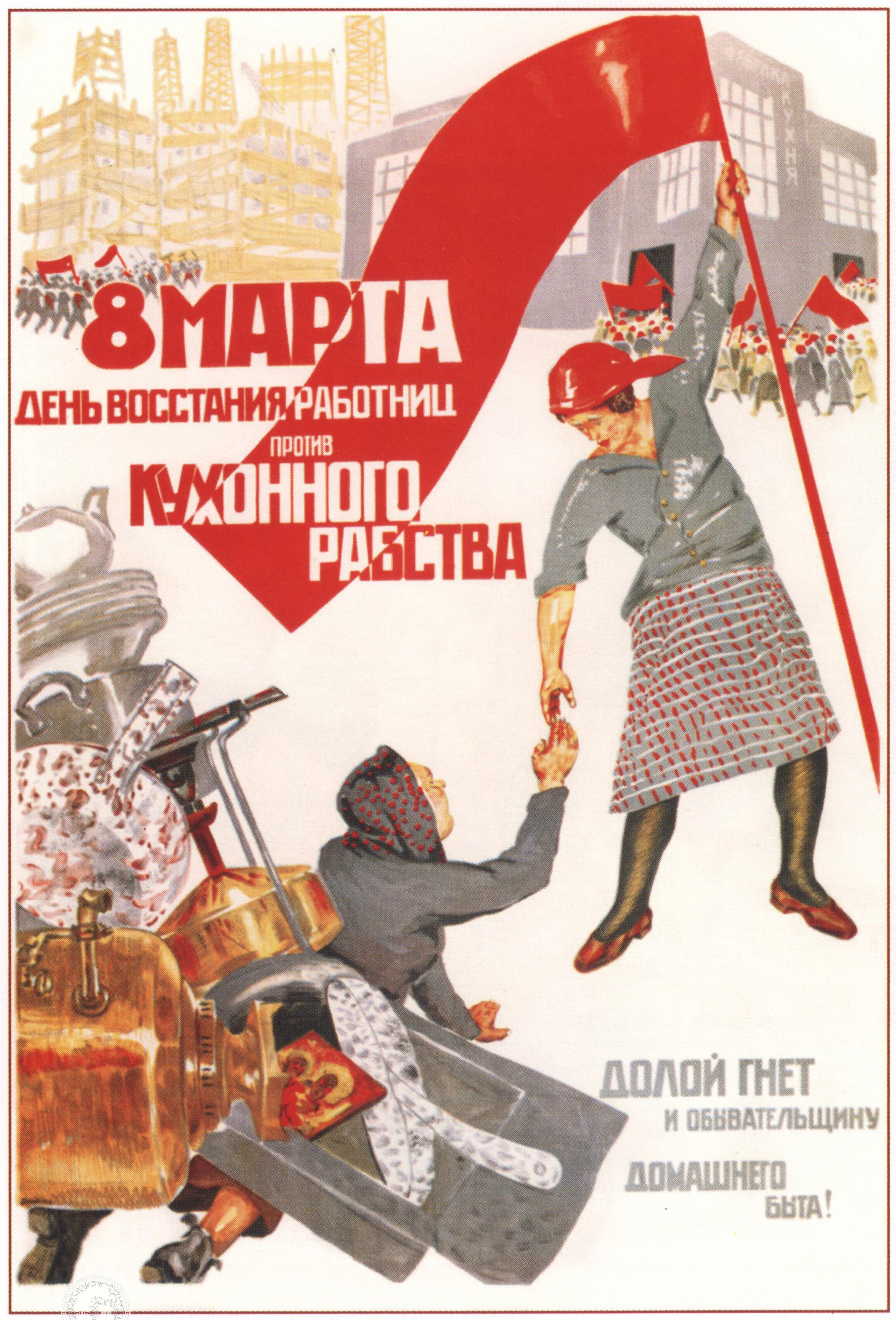
Manifesto sovietico per l'8 marzo 1932, ad opera di Boris Deykin, in cui si invitano le donne ad abbandonare i tipici lavori domestici da casalinga e divenire lavoratrici. La riforma dell'istituto della famiglia tradizionale, con i suoi ruoli codificati, e la "collettivizzazione" degli ambienti in cui cucinare o lavare i panni nei nuovi insediamenti abitativi, furono tra gli argomenti di dibattito politico nei decenni successivi la rivoluzione.

La festività venne adottata nell'anno seguente nella Repubblica di Cina, dove il Partito Comunista Cinese stava prendendo sempre più influenza. Nella Repubblica di Weimar la ricorrenza risentì della divisione tra il Partito Socialdemocratico di Germania e Partito Comunista di Germania, venendo quindi festaggiata in due date differenti, variabile per i primi e celebrata l'8 marzo per i secondi, ma vennero poi ufficialmente abolite nel 1933 con l'ascesa del governo nazista, che le sostituì con la Festa della mamma, più in linea con le posizioni ideologiche del regime che vedeva le donne principalmente nel ruolo di madri. Stessa sorte ebbe la ricorrenza in Austria.
Durante o subito dopo la Prima Guerra Mondiale diverse nazioni europee adottarono il suffragio universale: Danimarca nel 1915 (anche se le prime elezioni con voto femminile, a causa della guerra, si svolsero solo nel 1918), Estonia nel 1917, Lettonia, Germania, Austria, Polonia, Lussemburgo nel 1918, Olanda nel 1919, Cecoslovacchia nel 1919, Ungheria nel 1920. Questo fece sì che, in quei paesi, le tematiche discusse durante la Giornata della donna si spostassero dal diritto di voto, alle richieste di altri diritti, oltre che alle denunce delle discriminazioni, divenedo parte integrante dell'attività e delle proteste portate avanti dai movimenti communisti, socialisti e socialdemocratici.

### Gli anni della guerra fredda e l'ufficializzazione da parte dell'ONU
Dopo la Seconda guerra mondiale la festività venne adottata ufficialmente come festa nazionale da molti paesi socialisti e comunisti, come quelli del blocco sovietico. Di contro questo comportò un quasi abbandono nei paesi del mondo occidentale, in quanto veniva vista come una ricorrenza intrinsecamente legata alle festività delle nazioni comuniste e quindi di minore o nulla importanza, anche se continuava ad essere informalmente celebrata nei paesi dove erano presenti forti partiti di sinitra. Questa situazione iniziò a mutare con l'arrivo degli anni Settanta.
Con la risoluzione 3010 (XXVII) del 18 dicembre 1972, ricordando i venticinque anni trascorsi dalla prima sessione della Commissione sulla condizione delle Donne (svolta a Lake Success, nella Contea di Nassau, tra il 10 e il 24 febbraio 1947), l'ONU proclamò il 1975 «Anno Internazionale delle Donne». Seguì, il 15 dicembre 1975, la proclamazione del "Decennio delle Nazioni Unite per le donne: equità, sviluppo e pace" (United Nations Decade for Women: Equality, Development and Peace, 1976-1985), tramite la risoluzione 3520 (XXX).
Il 16 dicembre 1977, con la risoluzione 32/142 l'Assemblea generale delle Nazioni Unite propose a ogni paese, nel rispetto delle tradizioni storiche e dei costumi locali, di dichiarare un giorno all'anno «Giornata delle Nazioni Unite per i diritti delle Donne e per la pace internazionale» (United Nations Day for Women's Rights and International Peace) e di comunicare la decisione presa al Segretario generale. Con questa risoluzione, l'Assemblea riconobbe il ruolo della donna negli sforzi di pace e riconobbe l'urgenza di porre fine a ogni discriminazione e di aumentare l'appoggio a una piena e paritaria partecipazione delle donne alla vita civile e sociale del loro Paese. L'8 marzo, come tale già festeggiato in diversi Paesi, fu scelto come data ufficiale da molte nazioni.

## Confusione sulle origini della ricorrenza

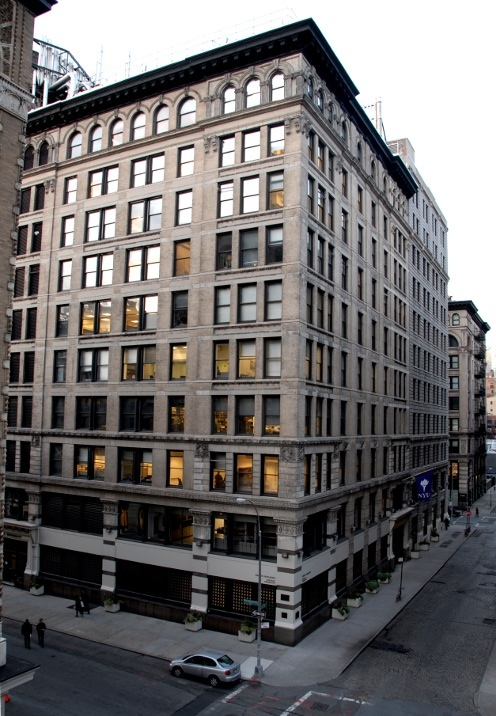
Il Brown Building nel quartiere di Greenwich a New York, un tempo sede della Triangle Shirtwaist Factory, teatro del tragico incendio del 25 marzo 1911

La connotazione fortemente politica della Giornata della donna nelle sue prime manifestazioni, le vicende della Seconda Guerra mondiale e infine il successivo isolamento politico della Russia e del movimento comunista nel mondo occidentale, contribuirono alla perdita della memoria storica delle reali origini della manifestazione.
Nel secondo dopoguerra la data dell'8 marzo inizia ad essere associata alla morte di centinaia di operaie che sarebbe avvenuta, in quel giorno dell'anno 1908, nel rogo di una inesistente fabbrica di camicie Cotton o Cottons di New York. Questo evento immaginario è probabilmente ispirato da una tragedia realmente avvenuta in quella città, ma il 25 marzo 1911, l'incendio della fabbrica Triangle: in questo incendio morirono 146 lavoratori (di cui 123 donne e 23 uomini, in gran parte giovani immigrate di origine italiana ed ebraica) ed ebbe particolare rilievo, sia per le conseguenze giudiziarie estremamente lievi per i responsabili della fabbrica, sia per le successive lotte sindacali per le riforma delle norme relative alla sicurezza e ai diritti dei lavoratori.
Altre ricostruzioni che hanno avuto una certa eco mediatica citavano la violenta repressione poliziesca di una presunta manifestazione sindacale di operaie tessili tenutasi a New York nel 1857, oppure facevano riferimento a scioperi o incidenti che sarebbero avvenuti a Chicago, a Boston o a New York in anni di volta in volta differenti.
Nonostante le ricerche effettuate da diverse femministe tra la fine degli anni settanta e gli ottanta del XX secolo abbiano dimostrato l'erroneità di tali ricostruzioni, esse sono ancora diffuse nei primi decenni del XXI secolo sia tra i mass media, sia nella propaganda delle organizzazioni sindacali.

## LaGiornatanel mondo

### In Italia
In Italia la Giornata internazionale della donna fu tenuta per la prima volta soltanto nel 1922, per iniziativa del Partito Comunista d'Italia, che la celebrò il 12 marzo, prima domenica successiva all'ormai fatidico 8 marzo 1917. In quei giorni fu fondato il periodico quindicinale Compagna, che il 1º marzo 1925 riportò un articolo di Lenin, scomparso l'anno precedente, che ricordava l'otto marzo come Giornata internazionale della donna, la quale aveva avuto una parte attiva nelle lotte sociali e nel rovesciamento dello zarismo.

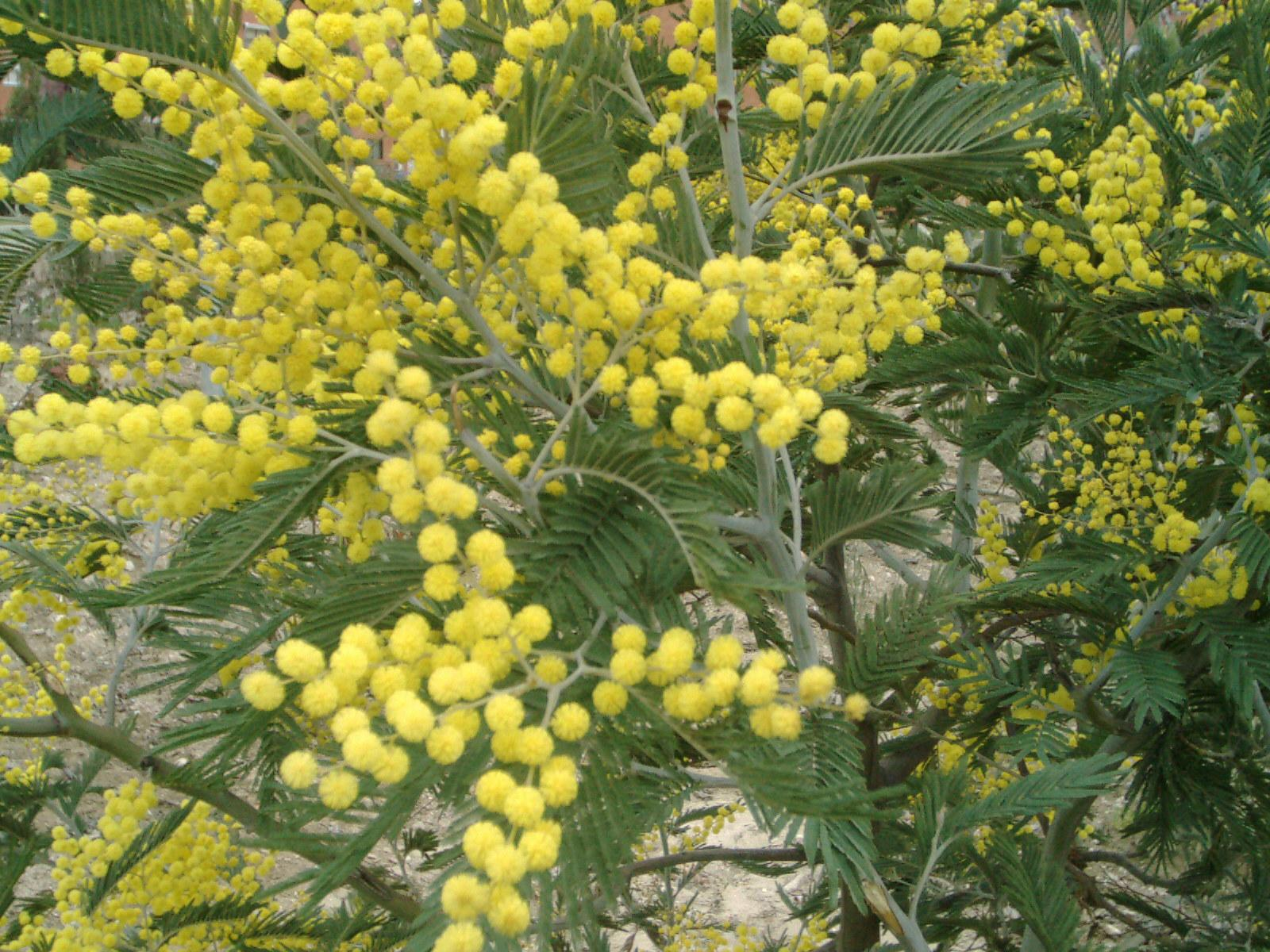
La mimosa, simbolo italiano della Giornata internazionale della donna

Nel settembre del 1944 si creò a Roma l'UDI, Unione Donne in Italia, per iniziativa di donne appartenenti al PCI, al PSI, al Partito d'Azione, alla Sinistra Cristiana e alla Democrazia del Lavoro; fu l'UDI a prendere l'iniziativa di celebrare, l'8 marzo 1945, la prima giornata della donna nelle zone dell'Italia libera. Con la fine della guerra, l'8 marzo 1946 fu celebrato in tutta l'Italia e vide la prima comparsa del suo simbolo: la mimosa, fiore scelto perché facilmente reperibile su tutto il territorio nazionale e che normalmente fioriva spontaneo, già prima di quella data, in molte località del centro sud italia. Altri fiori vennero valutati e scartati, tra cui il garofano, già legato al primo maggio, o gli anemoni, e le orchidee in quanto troppo costosi.
Se la motivazione per la scelta del fiore della mimosa è quasi unanime nelle fonti, negli anni sono stati citati i nomi di diverse attiviste come responsabili di questa, spesso riprendendo le loro stesse interviste o dichiarazioni. Secondo alcune fonti la scelta sarebbe nata da un'idea di Teresa Mattei che l'avrebbe consigliata, insieme a Rita Montagnana e Teresa Noce, a Luigi Longo, allora tra i dirigenti del PCI, in risposta al suo suggerimento di regalare un fiore, come avveniva già in Francia nella giornata dell'8 marzo (dove si donavano mughetti e violette, queste ultime in Europa già tra i simboli dei movimenti di sinistra). La stessa Mattei, per dare maggiore peso al suggerimento, avrebbe inventato una finta tradizione cinese relativa al fatto che la mimosa simboleggiasse "il calore della famiglia e la gentilezza femminile". Altre fonti ancora riportano il nome di Maria Lisa Cinciari Rodano, la quale avrebbe anche realizzato il disegno della mimosa che aveva accompagnato la circolare per i comitati provinciali dell'UDI in cui si annunciava l'organizzazione della giornata della donna. La stessa Rodano, in un articolo di Patria Indipendente del 2016, evidenza l'esistenza di differenti ricostruzioni, dandone per i suoi ricordi una versione simile a quella della Mattei, ma citando Giuliana Nenni al posto di Longo, come ideatrice dell'idea di seguire l'esempio parigino, relativo questa volta ai mughetti regalati per il primo maggio, questo durante un Comitato Direttivo Nazionale dell'UDI. Sempre la Rodano, nell'articolo, riporta anche la versione di Lina Fibbi, secondo la quale la decisione relativa alla mimosa fu presa dallo stesso Longo già durante la Resistenza, anche come fiore da porre sopra le lapidi dei caduti l'8 marzo, ma la ritiene improbabile, per la difficoltà di reperire il fiore in quel periodo, durante la guerra, nella maggior parte del nord Italia.

Corteo femminista in Italia nel 1977

Nei primi anni cinquanta, anni di guerra fredda e periodo in cui al Viminale era ministro Mario Scelba, distribuire in quel giorno la mimosa o diffondere Noi donne, il mensile dell'UDI, divenne un gesto «atto a turbare l'ordine pubblico», mentre tenere un banchetto per strada diveniva «occupazione abusiva di suolo pubblico». Nel 1959 le senatrici Luisa Balboni, comunista, Giuseppina Palumbo e Giuliana Nenni, socialiste, presentarono una proposta di legge per rendere la giornata della donna una festa nazionale, ma l'iniziativa cadde nel vuoto.
Il clima politico migliorò nel decennio successivo, ma la ricorrenza continuò a non ottenere udienza nell'opinione pubblica finché, con gli anni settanta, in Italia apparve un fenomeno nuovo: il movimento femminista. L'8 marzo 1972 la giornata della donna a Roma si tenne in piazza Campo de' Fiori: vi partecipò anche l'attrice statunitense Jane Fonda, che pronunciò un breve discorso di adesione, mentre un folto reparto di polizia era schierato intorno alla piazza in completo assetto antisommossa con scudi e manganelli. Nella piazza circa ventimila donne manifestavano con cartelli cantando le loro canzoni e chiedendo la legalizzazione dell'aborto e la liberazione omosessuale. Il matrimonio venne definito "prostituzione legalizzata" e circolò un volantino in cui si chiedeva che non fossero lo Stato e la Chiesa, ma la donna ad avere il diritto di amministrare l'intero processo della maternità. Gli slogan delle manifestanti, alcuni dei quali rivolti contro gli stessi poliziotti ("poliziotti, servi dei padroni"), furono giudicati intollerabili e la polizia caricò e disperse le stesse manifestanti. In molte città d'Italia sono stati intitolati all'8 marzo strade e giardini.

Bandiera della donna sul Ponte di Mezzo a Pisa

L'8 marzo del 2012, per la prima volta in Italia, sul pennone addetto alle bandiere del ponte di mezzo, davanti al palazzo del comune di Pisa, venne fatta sventolare la bandiera delle donne.
Questa iniziativa era voluta sia dalla Casa della Donna che dalle Istituzioni Comunali. Fino al 2017 è stata issata ogni 8 marzo

### In Francia
Nel 1955 il quotidiano L'Humanité, organo ufficiale del Partito Comunista Francese, citò per la prima volta la tesi che vedeva la Giornata come scelta per commemorare una manifestazione svolta negli Stati Uniti l'8 marzo 1857, versione che ebbe una rapida diffusione nel paese. Secondo Françoise Picq fu Madeleine Colin, allora segretaria della Confédération générale du travail e fondatrice, proprio in quell'anno, della rivista femminista Antoinette, a spingere perché ci si allontanasse dalla sua vera origine, al tempo troppo legata alla tradizione del partito comunista, per sostituirla con una versione più "internazionale" (le proteste e la lotta delle donne lavoratrici statunitensi), in modo da renderla più generica.
Fu solo negli anni '70, quando questa versione si era ormai diffusa capillarmente tra le organizzazioni sindacali e femministe, non solo francesi, che diverse studiose realizzarono che si trattava di un falso storico, a cominicare dall'assenza di citazioni di un evento simile nei quotidiani statunitensi del marzo 1857.
In occasione della Giornata del 1982, su iniziativa del Mouvement de libération des femmes e della socialista Yvette Roudy, al tempo Ministro per i diritti delle donne, il governo di François Mitterrand ufficializzò la ricorrenza in Francia.